# Huccijasz tappaszandai herceg

A CTH#661-es tábla 18/g jelű töredéke. Az utolsó sorban olvasható: ^{DIŠ}ḫu-uz-zi/ze-ya LU_{2} ^{URU}ḫa-ak-mi/mé-ša tiš GUD tiš UDU MAŠ […] TUG_{2}, azaz ^{m}Huccijasznak, a hakpiszinak egy ökör, egy áldozati bárány (… és) ruha
áldozati jegyzék, Vorderasiatisches Museum, Berlin

Huccijasz (hettita nyelven Ḫuzziyaš, 𒁹𒄷𒍖𒍣𒄿𒀀𒀸 mḫu-uz-zi/ze-i̯a[-aš]) tappaszandai herceg a korai Hettita Birodalom tisztviselője, I. Hattuszilisz legidősebb fia. Kegyvesztéséig kijelölt trónörökös. Talán Hakpisz hercege is, amit a CTH#661 („Hettita királylista”) valószínűsít.
A Hettita Birodalomban már a korai időszaktól, valószínűleg éppen I. Hattuszilisz idejétől szokás volt, hogy a királyi hercegek önálló territóriumokat kaptak. Ez a rendszer az állam szempontjából két okból is hatékonynak bizonyult: egyfelől a hercegek megtanulták a kormányzás művészetét, másfelől a hűségük is erősebb volt általában, mint bármely más származású kormányzóké. Huccijasz Tappaszanda városát és annak környékét kapta erre a célra.
A történet egyetlen forrásból, Hattuszilisz végrendeletéből (CTH#6) ismert, mind a hercegre, mind a hercegségére vonatkozó információk innen származnak. Címe ebben: ]×-ma-an mḫu-uz-zi-ya-an LUGAL-ša-an [A]?-[NA] URUtap-pa-aš-ša-an-da. Érdekessége a LUGAL szó használata, amely általában szuverén uralkodó címe. Másképp olvasva viszont: [a-ut-te-en DUMU-la]-ma-an mḪu-uz-zi-ya-an LUGAL-ša-an A-NA URUtap-pa-aš-ša-an-da, azaz „nézzétek fiamat, Huccijaszt, én a király Tappaszanda felett úrrá tettem.”
A dokumentum szerint Huccijasz egy elutasított adócsökkentési kérelem után fellázadt atyja ellen, hadba vonultak Hattuszilisszel szemben. A lázadást Hattuszilisz leverte, Huccijaszt az uralkodó leváltotta és a várost lerombolták. Huccijasz további sorsa ismeretlen.